# Гумеров, Асгат Галимьянович
Асга́т Галимья́нович Гумеров (род. 15 августа 1937, д. Старо-Баишево, Дюртюлинский район, БАССР) — советский и российский учёный, инженер-механик, общественный деятель. Академик (1991) и вице-президент Академии наук Республики Башкортостан (1991). Доктор технических наук (1984), профессор (1986), заслуженный деятель науки Российской Федерации (1997) и БАССР (1974), заслуженный работник Минтопэнерго России (1997), отличник нефтяной промышленности СССР (1970), почётный нефтяник (2002). Генеральный директор ГУП «Институт проблем транспорта энергоресурсов Республики Башкортостан (1978—2015)», Научный руководитель ГУП «Институт проблем транспорта энергоресурсов Республики Башкортостан» (2015—2016).

## Биография
Окончил Уфимский нефтяной институт (1958). Лаборант, инженер, старший научный сотрудник, главный инженер проекта, руководитель сектора НИИтранснефть (1957—1970); заведующий лабораторией, отделом, заместитель директора ВНИИСПТнефть (с 1970 г.), директор (с 1978 г.). С 1991 г. вице-президент АН РБ. В 2002—2015 гг. генеральный директор ГУП «Институт проблем транспорта энергоресурсов».

## Научная, инженерная и преподавательская деятельность
Основное направление научных и инженерных изысканий: обеспечение надежности систем магистрального трубопроводного транспорта нефти и нефтепродуктов. Инициатор и руководитель фундаментальных и прикладных исследований в области механики многофазных сред в трубопроводных системах; влияния переходных процессов и ударных явлений на несущую способность пространственных конструкций, разработки безопасных технологий перекачки газожидкостных смесей, технологий и методов повышения степени защиты металлоконструкций от коррозии. Внес вклад в исследование распространения ударных волн, напряженно-деформированного состояния цилиндрических оболочек и структуры металла, на основе которых созданы принципиально новые технологии. Предложил идею использования энергии взрыва в созидательных целях на объектах трубопроводного транспорта. Асгат Галимьянович Гумеров создал научную школу по проблемам обеспечения надежности трубопроводов. Среди его учеников более 40 докторов и кандидатов наук. Совместно с учениками создал принципиально новые технологические процессы и технические средства с применением взрывчатых веществ.

## Общественная деятельность
Депутат Государственного Собрания — Курултая РБ. Член совета Гильдии руководителей науки РФ, ответственный секретарь Экспертного совета при Правительстве РБ, президент Международной ассоциации по защите металлов по коррозии в нефтегазовой промышленности (1990), президент экологической научно-технической ассоциации «ЭНТАс» АН РБ, председатель специализированного совета по защите диссертаций при ГУП «ИПТЭР». Вице-президент Общества дружбы «Россия-Индия», президент Совета руководителей его региональных центров, председатель Общества дружбы «Башкортостан-Индия».
В 2009 году был избран председателем Общественной палаты Республики Башкортостан

## Награды
Лауреат премий Совета Министров СССР (1983), Правительства РФ в области науки и техники (2004), имени академика И. М. Губкина (1973, 1981, 2002). Награждён орденами Дружбы (2004), «Знак Почёта» (1971), медалями, дипломом Государственного комитета по науке и технике (1980). Почётный гражданин Уфы.

## Основные работы
Автор более 800 научных работ, в том числе 145 патентов РФ.
- Старение труб нефтепроводов. М.: Наука, 1995 (соавтор).
- Трещиностойкость металла труб нефтепроводов. М.: Недра, 2002 (соавтор).
- Безопасность длительно эксплуатируемых магистральных нефтепроводов. М.: ООО «Недра-Бизнесцентр», 2003.